# 90 km (przystanek kolejowy w obwodzie briańskim)
90 km (ros. 90 км) – przystanek kolejowy w pobliżu miejscowości Mamonow, w rejonie poczepskim, w obwodzie briańskim, w Rosji. Położony jest na linii Briańsk - Homel.